# Невилл, Мэри (дворянка)
Мэри Невилл, баронесса Дакр (англ. Mary Neville, Baroness Dacre; 1524 — ок. или после 1576 года) — английская дворянка и придворная дома, в браке с Томасом Файнсом носила титул баронессы Дакр (1536—1541).

## Биография
Мэри Невилл была восьмым ребёнком Джорджа Невилла, 3-й барона Абергавенни и его третьей жены Мэри Стаффорд.
В 1540 году Мэри Невилл была в числе делегации, которая встречала Анну Клевскую, четвёртую супругу короля Генриха VIII. После казни своего мужа Томаса Файнса, которого обвинили в убийстве лесничего во время охоты, была лишена поместья и титула казнённого мужа. Она подала прошение в парламент, чтобы ей предоставили конфискованные поместья, но ей было отказано в этом. 
Через некоторое время по указу короля Генрих VIII ей были переданы некоторые поместья и назначена выплата 50 фунтов стерлингов.
В декабре 1558 года Мэри Невилл присутствовала в качестве одной из придворных дам на похоронах королевы Марии I. В том же году королева Елизавета I восстановила титул барон Дакр и вернула её детям права дворянства.
Скончалась около или после 1576 года.

## Семья и дети
В первом браке была замужем за Томасом Файнсом, 9-м бароном Дакра. У супругов было в браке трое детей:
- Томас Файнс (1538—1553), умер от чумы;
- Грегори Файнс (25 июня 1539— 29 сентября 1594), 10-й Барон Дакр (1558—1594);
- Маргарет Файнс (1541— 16 марта 1612), вышла замуж за Сэмпсона Леннарда (ум. 1615), у супругов было 11 детей. После смерти брата стала 11-й Баронессой Дакр (1594—1612).

Во второй раз вышла замуж за эсквайра Джона Вуттона; брак был бездетным.
В третий раз вышла замуж за эсквайра Фрэнсиса Тэрсби из Конгхэма; в браке родилось 6 детей, но о них ничего неизвестно.